# Sistema de juego
Un sistema de juego es un conjunto de reglas cuyo objetivo consiste en obtener una serie de resultados coherentes en el seno de un juego. Los juegos complejos, como los juegos de rol, pueden disponer de un gran número de reglas interconectadas en el seno de sus respectivos sistemas de juego. A la experiencia total que el juego provee o al conjunto de reglas de juego se le llama jugabilidad. 
La interacción de las diferentes reglas de juego determinan la complejidad de su sistema de juego así como del nivel de interacción de los jugadores. Diseñar un sistema de juego que interactúe bien y que produzca un juego satisfactorio es una tarea difícil incluso para los profesionales del diseño de juegos. Algunos tipos de sistema de juego han sido usados durante siglos mientras que otros son relativamente nuevos, algunos de ellos habiendo sido inventados en la última década. Es tarea de los diseñadores de estrategias el crear nuevos sistemas de juego y encontrar nuevas maneras en las que los ya existentes puedan cambiar.
Los sistemas de juego entran dentro de varias categorías más o menos definidas.

## Sistemas de jugabilidad
Estos son los sistemas que controlan la manera en que los jugadores juegan el juego.

### Administración de recursos
Muchos juegos requieren la administración de recursos. Algunos ejemplos de recursos de juego son piezas, dinero de juego y puntos de juego. La administración de recursos implica que los jugadores establezcan valores relativos para varios tipos de recursos disponibles, en el contexto del estado actual del juego y el resultado deseado (p.e. ganar el juego). El juego tendrá reglas que determinarán como los jugadores pueden incrementar, gastar o intercambiar sus varios recursos. La hábil administración de recursos bajo tales reglas permite a los jugadores influir en el resultado del juego.

### Alcance
Algunos juegos incluyen un sistema diseñado para hacer que el avance de los jugadores hacia la victoria sea más difícil mientras más cerca estén de obtenerla. La idea principal de este tipo de sistema de juego es el permitir a los jugadores rezagados alcanzar a los que van adelante y, potencialmente, poder ganar el juego. Eso, en lugar de perder inevitablemente una vez que han quedado atrás.
Un ejemplo es Los Descubridores de Catán. Este juego contiene una pieza neutral (el ladrón), la cual hace más lento el progreso de los jugadores cuyas piezas están cerca. Ocasionalmente los jugadores podrán mover al ladrón y éstos, frecuentemente, escogen posicionarlo donde cause mayores contratiempos al jugador que lleva la delantera en ese momento.
Los sistemas de juego de alcance son deseables en términos de diseño de juegos, pues mantienen a los jugadores interesados hasta el final. Un juego que ofrece poca o ninguna esperanza a los jugadores que van perdiendo después de que otro jugador ha establecido una clara ventaja puede producir frustración en lugar de una experiencia divertida.

### Captura
En algunos juegos, el número de piezas que un jugador tiene sobre la superficie de juego es indicador de su fuerza. En tales juegos, puede ser un objetivo importante el capturar las piezas del oponente, lo que significa retirarlas de la superficie de juego.
Las capturas pueden ser realizadas de distintas maneras:
- Moviendo una pieza propia hacia un espacio ocupado por la pieza de un oponente (ejemplo: en el ajedrez).
- Que una pieza propia salte sobre el espacio ocupado por una pieza del oponente (ejemplo: en las damas).
- Declarando un "ataque" sobre una pieza del oponente, y después determinar el resultado del ataque por medio de las reglas del juego o usando un método aleatorio.
- Rodear de alguna manera una pieza oponente con las piezas propias (p.e. en el Go).
- Usar cartas u otros recursos que el juego permita que sean usados para capturar piezas.

En algunos juegos las piezas capturadas son retiradas y no son usadas de nuevo durante el resto del juego (p.e. en el ajedrez, en las damas y en el Leonard-Tvz. En otros, las piezas retiradas pueden regresar al juego posteriormente bajo ciertas reglas (p.e. en el Backgammon). Menos común es el caso en el cual el jugador que realiza la captura toma posesión de las piezas capturadas y puede usarlas posteriormente en el juego (p.e. en el Shōgi).
La captura de una pieza, la cual es sacada fuera del tablero de juego,  puede ser aplicada mediante tres conceptos básicos, los cuales son:
1) Sustitución: consiste en colocar una pieza del juego, en la posición que está colocada una pieza del oponente y simultáneamente. Este sistema de ataque, es utilizado por todas las piezas en el juego de ajedrez. Por los elementos Newton y Kepler, cuando aplican sustitución inductivas mediante un ataque de atracción centrípeta o centrífuga en el juego Leonard-Tvz.
2) Brinco: Radica en el hecho de que una pieza (llamada ficha o dama) es utilizada para brincar una o varias piezas, la cual es capturada o las cuales son capturadas. Este sistema de ataque es utilizado en el juego de damas.
3) Desintegración: consiste en colocar una pieza en una posición, donde puede realizar un ataque para capturar las piezas que están colocadas  en forma, horizontal, vertical o diagonal, de acuerdo como se aplique el ataque. En el Leonard-Tvz poseen ataque de desintegración los siguientes elementos: Duarteán, Supercarro, Einstein, Ultraluz y Leonard.

### Cartas
Estas implican el uso de cartas similares a naipes que actúan como un generador aleatorio o como símbolos que representan distintos estados en el juego.
Comúnmente, un mazo de cartas es barajeado y colocado boca abajo cerca o sobre el área de juego. Cuando las reglas requieren un resultado aleatorio, un jugador toma una carta del mazo y lo que esté impreso en la carta determina la obtención del resultado.
Otro uso para las cartas ocurre cuando los jugadores toman cartas del mazo y las guardan para su uso posterior en el juego, sin revelarlas a los otros jugadores. Cuando se usan de esta manera, las cartas se convierten en un recurso del juego.

### Dados
Estas involucran el uso de dados, usualmente como generadores aleatorios. La mayoría de los dados usados en juegos son los dados comunes de forma cúbica con lados numerados del 1 al 6, pero un creciente número de juegos hace uso de dados poliédricos (como los dados de rol) o dados marcados con símbolos que no son números.
El uso más común de los dados es el de determinar aleatoriamente el resultado de una interacción en un juego. Un ejemplo es el de los juegos en los que los jugadores hacen tiradas de dados para determinar cuantos espacios deben mover sus piezas en el tablero.
Los dados, a menudo, determinan el resultado de conflictos entre jugadores dentro del juego, donde cada resultado de la tirada tiene diferentes beneficios (o efectos adversos) para cada jugador involucrado. Esto es útil en juegos que simulan conflictos de intereses directos.

### Interpretación
Los juegos de rol se apoyan a menudo en sistemas de juego que determinan la efectividad de las acciones dentro del juego basándose en que lo bien que el jugador interprete a su personaje. Mientras que los primeros juegos de rol se apoyaban de manera primordial en generadores aleatorios (p.e. en dados) para determinar los resultados de acciones de interpretación tales como negociaciones diplomáticas (como la primera edición de Dungeons & Dragons), generaciones posteriores de juego a menudo usan "la buena interpretación" como un modificador o, más aún, como el único determinante del éxito de la acción emprendida.

### Movimiento
Muchos juegos de tablero requieren el movimiento de piezas de juego. El cómo y cuándo a estas piezas les está permitido moverse son factores determinados por las reglas de movimiento del sistema de juego.
Algunos tableros están divididos en áreas de más o menos igual tamaño, cada una de las cuales puede ser ocupada por una o más piezas de juego. Las reglas de movimiento especificarán cómo y cuándo una pieza puede ser movida hacia otra área. Por ejemplo, a un jugador le puede ser permitido mover una pieza hacia un área adyacente, pero no más allá. A veces los dados son usados para dar un valor aleatorio a los movimientos permitidos.
Otros juegos, particularmente los juegos de miniaturas, son jugados sobre superficies sin áreas marcadas. Una regla de movimiento común en este caso consiste en medir la distancia permitida a las miniaturas. Algunas veces, generalmente en los juegos de guerra navales, la dirección del movimiento está restringido por una plantilla.

### Puntos de acción
Estos controlan lo que los jugadores pueden hacer en sus turnos de juego al asignar a cada jugador una cantidad de "puntos de acción". Estos puntos pueden ser gastados realizando varias acciones estipuladas en las reglas, tales como mover piezas, obtener cartas, recolectar dinero etc. Este tipo de reglas es común en los juegos de tablero de la tradición alemana.

### Subasta o pujas
Algunos juegos usan un sistema de subasta o pujas dentro del cual los jugadores compiten para determinar quien obtiene el derecho de realizar acciones particulares. Tal subasta puede estar basada en distintas formas de "pago":
- El jugador que hizo la puja máxima debe pagar por el privilegio ganado con algún recurso del juego (dinero de juego, puntos, etc.).
- El jugador que hizo la puja máxima no paga al ganar la subasta, pero la subasta es una forma de promesa que se hace al ganador para que en el futuro cercano pueda alcanzar algún resultado en particular. Si este resultado no se alcanza, el jugador que hizo la puja máxima es penalizado de alguna manera. Tal sistema se emplea en muchos juegos de naipes como el Bridge.

### Losetas
Muchos juegos usan losetas, piezas planas y rígidas de forma regular, que pueden ser colocadas sobre una superficie para formar un mosaico (como en el juego Tikal) o una continuidad lógica (como en el Scrabble). Usualmente las losetas tienen patrones o símbolos en sus superficies que, combinados en un mosaico, forman combinaciones significativas para el sistema de juego.
A menudo, las losetas son adquiridas al azar por los jugadores (como en el dominó, aunque en tal caso no se hable de losetas sino de fichas o piezas), ya sea inmediatamente antes de colocarlas o en grupos para formar una reserva (o mano de losetas). De esta reserva el jugador puede seleccionar una para su propio uso durante el juego.
Las losetas pueden ser usadas de dos maneras distintas:
- El uso de una loseta es en sí mismo significativo para el resultado del juego. El momento del juego y la posición en el que la loseta es jugada repercute en puntos o recursos para el jugador.
- El uso de losetas para construir un tablero sobre el que otras piezas de juego son colocadas. Las interacciones que estas piezas realizan con las losetas proveen puntos o recursos de juego.

Ejemplos de este tipo de reglas:
- Scrabble, donde las losetas son letras y los jugadores las colocan de tal manera que formen palabras y permitan la obtención de puntos.
- Tikal, en el que los jugadores colocan losetas que representan áreas recién exploradas de la jungla a través de las cuales los arqueólogos (representados por piezas) deben moverse para obtener puntos de juego.
- Carcassonne, donde las losetas forman gradualmente un mapa de la provincia de Carcassonne en el que se forman ciudades, caminos y templos que otorgan puntaje a sus constructores.

## Reglas para las condiciones de victoria
Estas reglas controlan como un jugador «gana» el juego.

### Adivinación de acertijos
Algunos juegos terminan cuando un jugador adivina (o resuelve usando la lógica) la respuesta a un acertijo propuesto por el juego. El jugador que adivina correctamente gana. Algunos ejemplos son El Ahorcado y Zendo.

### Carreras
Muchos juegos consisten en realizar un recorrido en el menor tiempo posible, o bien realizar el mayor recorrido posible en un tiempo estipulado. El primer jugador en llevar una o más piezas hacia o más allá de cierto punto en el tablero, gana. Ejemplos: carrera a pie, carrera de caballos, varias disciplinas de deportes de motor, el Backgammon, el Ludo y el Parchís.

### Construcción de estructuras
La meta de un juego de construcción de estructuras consiste en adquirir y ensamblar un conjunto de recursos de juego ya sea en una estructura ganadora definida o en una estructura que sea de alguna manera mejor que la de los demás jugadores. En algunos juegos la adquisición es el criterio de mayor importancia (p.e. en el juego Memoria), mientras que en otros los recursos están disponibles y las interacciones entre ellos forman estructuras útiles en mayor o menor medida (p.e. en el póquer).

### Control territorial
En esta clase de juegos se decide que el jugador que controla más "territorio" en la superficie de juego o un territorio específico, es el ganador. Esto es común en los wargames pero también en juegos más abstractos como el Go.

### Eliminación de piezas
Algunos juegos con reglas de captura son ganados por el jugador que retira todas o un número determinado de piezas de juego del oponente.

### Objetivos
Esta es la condición de victoria más general, y puede ser lo suficientemente amplia para incluir cualquier método para ganar, pero aquí se refiere a objetivos específicos del juego que usualmente no se presentan en otros juegos. Un ejemplo es el jaque mate al rey en el ajedrez.

### Puntos de victoria
Estos son puntos que el jugador acumula a lo largo de una partida. El ganador se decide por:
- El primer jugador que alcanza una cantidad fija de puntos.
- El jugador con más puntos después de un lapso de tiempo predeterminado o al llegar a un cierto estado en el juego.

Estas reglas se emplean frecuentemente de forma explícita en los juegos de tablero de la tradición alemana, pero también en otros juegos la victoria se decide por unas determinadas condiciones. A menudo se camuflan los puntos de victoria con el contexto de los recursos del juego, por ejemplo, el dinero o el territorio.

## Sistema de juego de los videojuegos
Los videojuegos son programas informáticos muy complejos que requieren un soporte electrónico que los represente (una computadora, una videoconsola, una máquina de arcade etc.). Todo lo referente a la programación interna de un videojuego, su estructura ordenadora y constitutiva, está regido por su motor de juego. El jugador del videojuego, mientras juega, no tiene ni por qué sospechar la presencia del motor de juego del videojuego al que juega. En cambio si el jugador desea obtener resultados satisfactorios, como ganar en una partida de juego de disparos o volar apropiadamente con un simulador de vuelo, tendrá que aplicar una serie de reglas y de comportamientos que son inherentes al funcionamiento del videojuego, como por ejemplo pulsar cierto botón para cambiar de arma, inclinar la palanca de mando en una cierta dirección para controlar un avión virtual etc. Todos estos elementos que permiten controlar un videojuego y obtener la satisfacción del cumplimiento de su objetivo constituyen el sistema de juego del videojuego.
Generalmente, en la terminología de los videojuegos, el término «jugabilidad» se emplea para describir la experiencia global basada en el hecho de jugar el juego sin juzgar otros factores como los gráficos, el sonido o la trama. La interactividad con los elementos representados en la pantalla, ya estén controlados por la inteligencia artificial del videojuego o por otros jugadores: esta es la esencia misma de un videojuego. El término «sistema de juego» se refiere pues a los subelementos de la jugabilidad, pero especialmente a las características principales de control y movimiento del juego (excluyendo así el diseño de niveles y la inteligencia artificial, que dependen del motor de juego).

## Deportes
En los deportes de competición (fútbol, baloncesto, voleibol etc.) suele utilizarse el término «sistema de juego» para referirse al conjunto de tácticas propias de un equipo o de un entrenador. El término no se refiere a las reglas de esos deportes, para las que se usa en general el término «reglamento», sino al margen de acción permitido por el reglamento, haciendo que cada equipo o entrenador desarrolle un sistema de juego propio. Un cambio de entrenador suele representar para un equipo de fútbol, por ejemplo, un cambio de sistema de juego.